# Oak Hill (Míchigan)
Oak Hill es un lugar designado por el censo ubicado en el condado de Manistee en el estado estadounidense de Míchigan. En el Censo de 2010 tenía una población de 569 habitantes y una densidad poblacional de 436,76 personas por km².

## Geografía
Oak Hill se encuentra ubicado en las coordenadas 44°13′11″N 86°18′11″O / 44.21972, -86.30306. Según la Oficina del Censo de los Estados Unidos, Oak Hill tiene una superficie total de 1.3 km², de la cual 1.3 km² corresponden a tierra firme y (0%) 0 km² es agua.

## Demografía
Según el censo de 2010, había 569 personas residiendo en Oak Hill. La densidad de población era de 436,76 hab./km². De los 569 habitantes, Oak Hill estaba compuesto por el 95.96% blancos, el 0.7% eran afroamericanos, el 1.23% eran amerindios, el 0.18% eran asiáticos, el 0% eran isleños del Pacífico, el 0.7% eran de otras razas y el 1.23% pertenecían a dos o más razas. Del total de la población el 4.04% eran hispanos o latinos de cualquier raza.